# آتور جنگنجوی آهنین
آتور جنگنجوی آهنین (ایتالیایی: Ator il guerriero di ferro) که با نام جنگجوی آهنین هم شناخته می‌شود، فیلمی ایتالیایی به کارگردانی آلفونسو برشا و سومین فیلم از مجموعهٔ آتور است. از بازیگران این فیلم می‌توان به مایلز اوکیف اشاره کرد. این فیلم در سال ۱۹۸۵ ساخته و در سال ۱۹۸۷ منتشر شد.